# Anvil
Anvil est un groupe de heavy metal canadien, originaire de Toronto, en Ontario. Il est aussi considéré comme l'un des groupes ayant joué un rôle plus ou moins important dans le développement du speed metal. La chanson Bedroom Game, sur l'album Hard' n' Heavy, paru en 1981, serait considérée comme l'une des premières chansons de speed metal au monde. En 1982, Metal on metal fait directement référence au metal en redondance avec le nom même du groupe. Chaque pochette d'album représente une enclume peinte par Robb Reiner, le batteur. Steve Kudlow jouera toute sa carrière sur une Gibson Flying V.
Leurs plus grands succès sont : Metal on Metal, March of the Crab (instrumental), Forged in Fire et Juggernault of Justice. Le groupe commence à perdre de son succès à partir de 1983, quand Metallica arrive avec le thrash metal.
Le surnom du chanteur (Lips/Babines) vient de son incroyable gestuelle faciale. Le chanteur s'est également fait connaître par l'utilisation d'un vibromasseur pour jouer de la guitare. Anvil signifie « Enclume » en anglais. Le documentaire Anvil! The Story of Anvil relate les déboires du groupe dans une succession de malheurs et de situations où l'adversité reprend chaque fois le dessus. Une carrière en pointillés qui ne s'est pourtant jamais arrêtée et qui a influencé de nombreux autres groupes.

## Biographie

### Formation (1973-1981)
Les racines d'Anvil sont retracées en avril 1973 à Toronto, lorsque les camarades lycéens Steve « Lips » Kudlow et Robb Reiner commence à jouer ensemble. Ils se rencontrent grâce à un ami commun, le guitariste et voisin Marty Hoffman, mais des divergences musicales mènent à son départ après leur premier concert. En 1978, la première formation complète du groupe se compose de Kudlow (chant solo, guitare solo), Reiner (batterie), Dave « Squirrely » Allison (chant, guitare rythmique) et de Ian « Dix » Dickson (basse). À cette période, le groupe se nomme Lips.

### Trois premiers albums (1981-1986)
En 1981, le groupe publie un album indépendant intitulée Hard 'N' Heavy. Peu après leur signature au label canadien Attic Records, ils changent de nom pour Anvil et leur album indépendant est publié chez Attic en tant que premier album. Après cette publication, Lemmy Kilmister demande à Lips de jouer de la guitare pour Motörhead en replacement de « Fast » Eddie Clarke, offre que décline Lips. En 1983, l'agent artistique d'Aerosmith, David Krebs, et son assistant Paul O'Neill, signent Anvil et convainc Attic de rompre son contrat avec le groupe afin qu'il puisse signer à une major. Cependant, par premier intérêt, Krebs n'obtient aucun contrat avec une major, mais parvient à faire rompre leur contrat de management, afin que le groupe puisse trouver son propre label en milieu 1986.

### Jours sombres (1987-2006)
Le groupe signe finalement au label Metal Blade Records en 1987 avec William Howell (un fan désormais DJ sur radio KNAC). Ils publient trois albums studio à Metal Blade, à commencer par Strength of Steel, qui sera un succès aux États-Unis atteignant la 191e place du Billboard 200. Anvil est ensuite signé par Maximum Records, un label indépendant canadien lancé par le manager de Helix, William Seip. En 1996, ils signent avec Hypnotic Records au Canada et Massacre Records en Allemagne. Les ventes en Allemagne battent leur plein à cette période, et le pays permet au groupe d'enregistrer d'autres albums. En 2001, le groupe enregistre Plenty of Power et continue ses tournées.

### Anvil! The Story of AnviletThis Is Thirteen(2006-2009)
En 2006, le groupe enregistre avec Chris Tsangarides, ancien producteur de l'album Metal on Metal (1982). Ne parvenant pas à trouver de major capable de distribuer le nouvel album du groupe, This Is Thirteen, celui-ci est auto-publié en 2007 exclusivement sur le site web officiel du groupe.
La carrière du groupe est exposée dans un film documentaire intitulé Anvil! The Story of Anvil publié en 2008. Le documentaire est félicité, ce qui permet à Anvil de rejouer en public dans de nombreux festivals comme le Download Festival de 2009 durant lequel ils jouent avec Tuborg. Le documentaire est réalisé par Sacha Gervasi, fan du groupe dès leurs débuts trente ans auparavant. Le film est sorti en France le 3 février 2010.
Un livre sur le groupe, écrit par Steve Kudlow et Robb Reiner, est paru le 13 mars 2009. Il s'appelle Anvil: The Story of Anvil (Bantam Press,  (ISBN 0-593-06364-3)). Anvil apparaît à l'émission The Tonight Show with Conan O'Brien le 6 octobre 2009. Le 8 octobre 2009, James Franco regarde un concert d'Anvil dans le film Le Frelon vert (The Green Hornet).

### Continuité (depuis 2009)

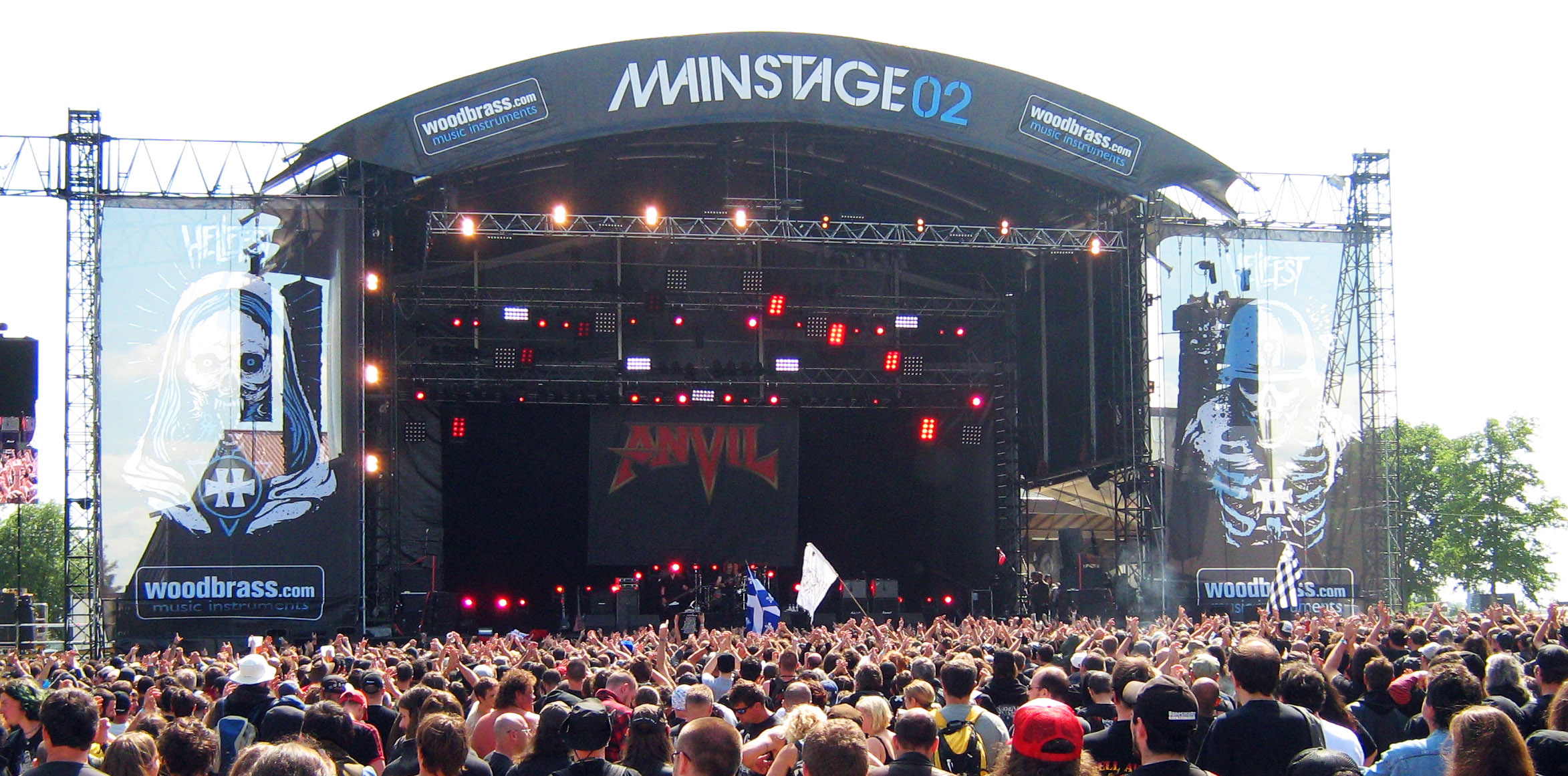
Anvil au Hellfest 2010

Entre juin et juillet 2010, le groupe se lance en tournée en Europe dans des pays comme le Royaume-Uni, l'Espagne, la Belgique, la Suisse, l'Allemagne et les Pays-Bas, et dans des festivals en Finlande, en Suède, en France, en Italie et en Allemagne.
Ils publient Juggernaut of Justice, leur quatorzième album, le 10 mai 2011. Lips annonce que le groupe a déjà écrit « près de 20 chansons. » Après la publication de l'album, le groupe entame d'autres tournées en Europe et en Amérique du Nord. Le groupe publie un best-of intitulé Monument of Metal: The Very Best of Anvil. Anvil commence aussi à rééditer d'anciens albums comme Strength of Steel, Pound For Pound et Worth the Weight, cette même année.
En janvier 2012, Glenn Gyorffy quitte Anvil citant des divergences créatives. Lips confirme l'arrivée d'un nouveau membre pour les concerts à venir. Anvil embarque pour leur 2012 Winter Tour aux États-Unis avec Sal Italiano à la basse, ancien bassiste d'un groupe en hommage à Iron Maiden,,.
Mai 2013 assiste à la publication de Hope in Hell, un nouvel album studio d'Anvil, encore une fois produit par Bob Marlette.
En 2014, Anvil se sépare de Sal Italiano et le remplace par Chris Robertson. 2016 assiste à la publication de l'album, Anvil is Anvil le 26 février.
En 2018, Anvil publie un nouvel album intitulé Pounding the Pavement et entame une tournée européenne de presque trois mois suivie d'une tournée en Amérique du Nord. L'album est une fois de plus bien accueilli par la critique et Anvil poursuit sa longue route avec toujours autant d'envie.

## Membres

### Membres actuels

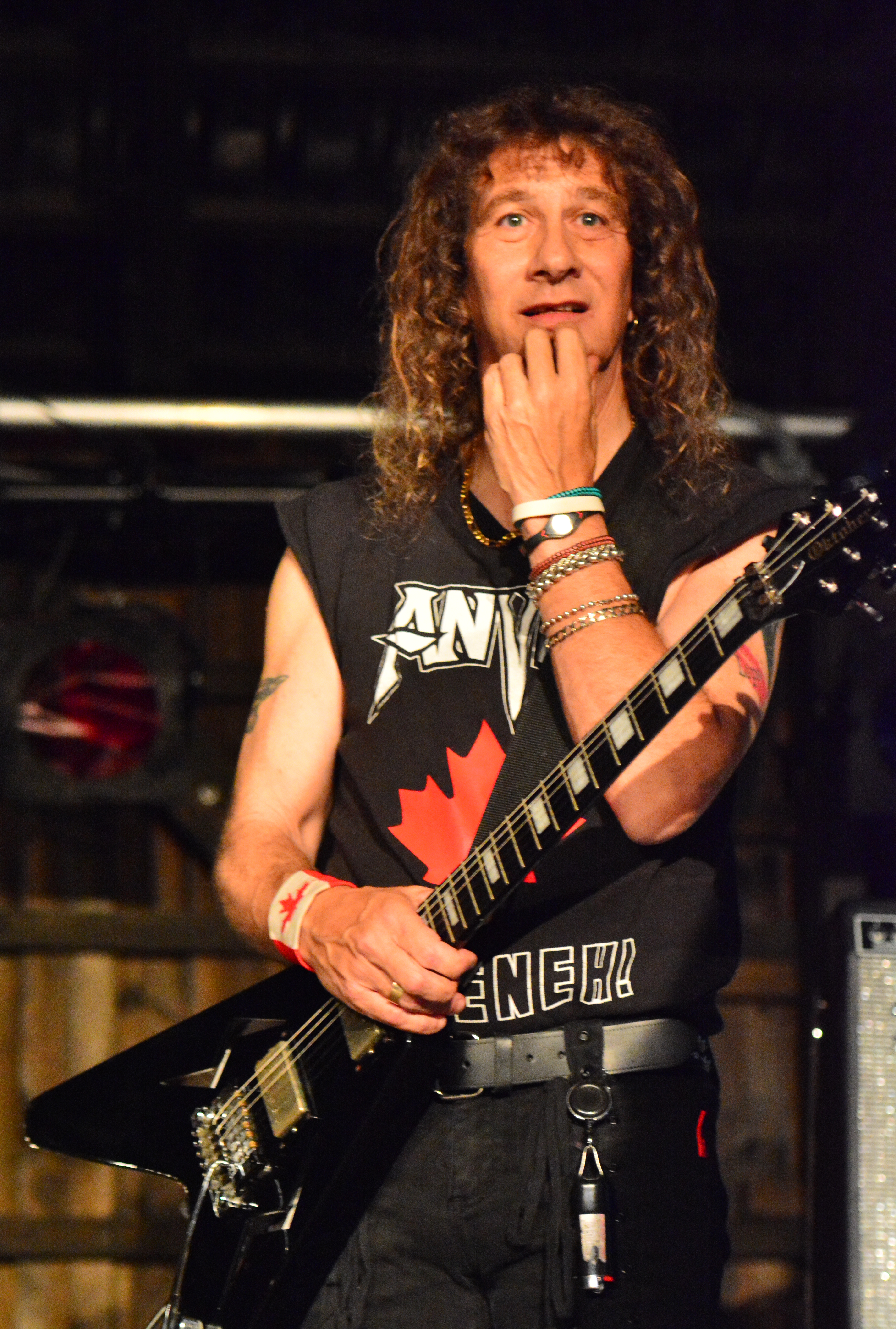
Lips au Headbangers Open Air, en 2014.

- Robb Reiner – batterie (depuis 1978)
- Steve « Lips » Kudlow – chant, guitare (depuis 1978)
- Chris Robertson – basse (depuis 2014)

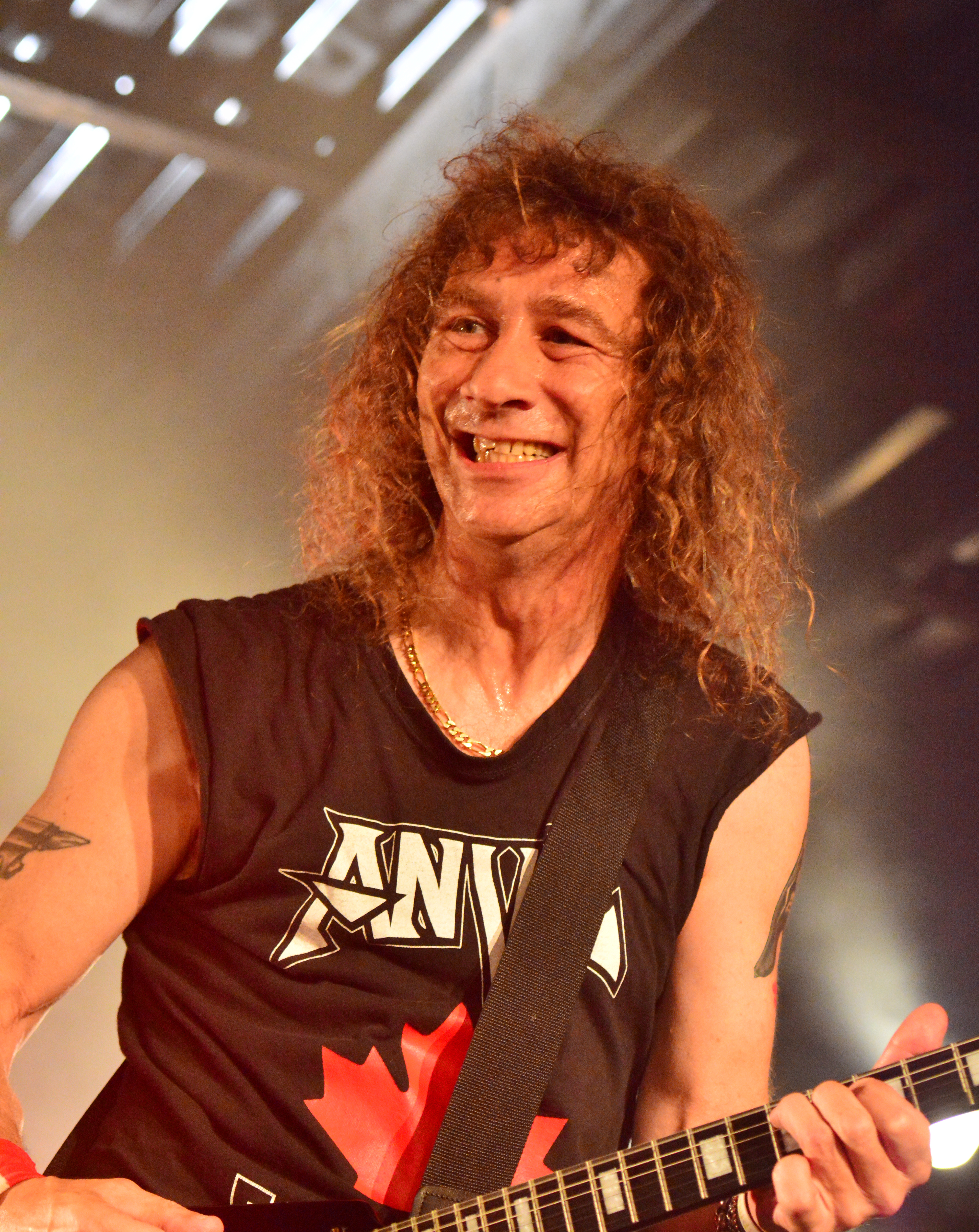
Steve "Lips" Kudlow
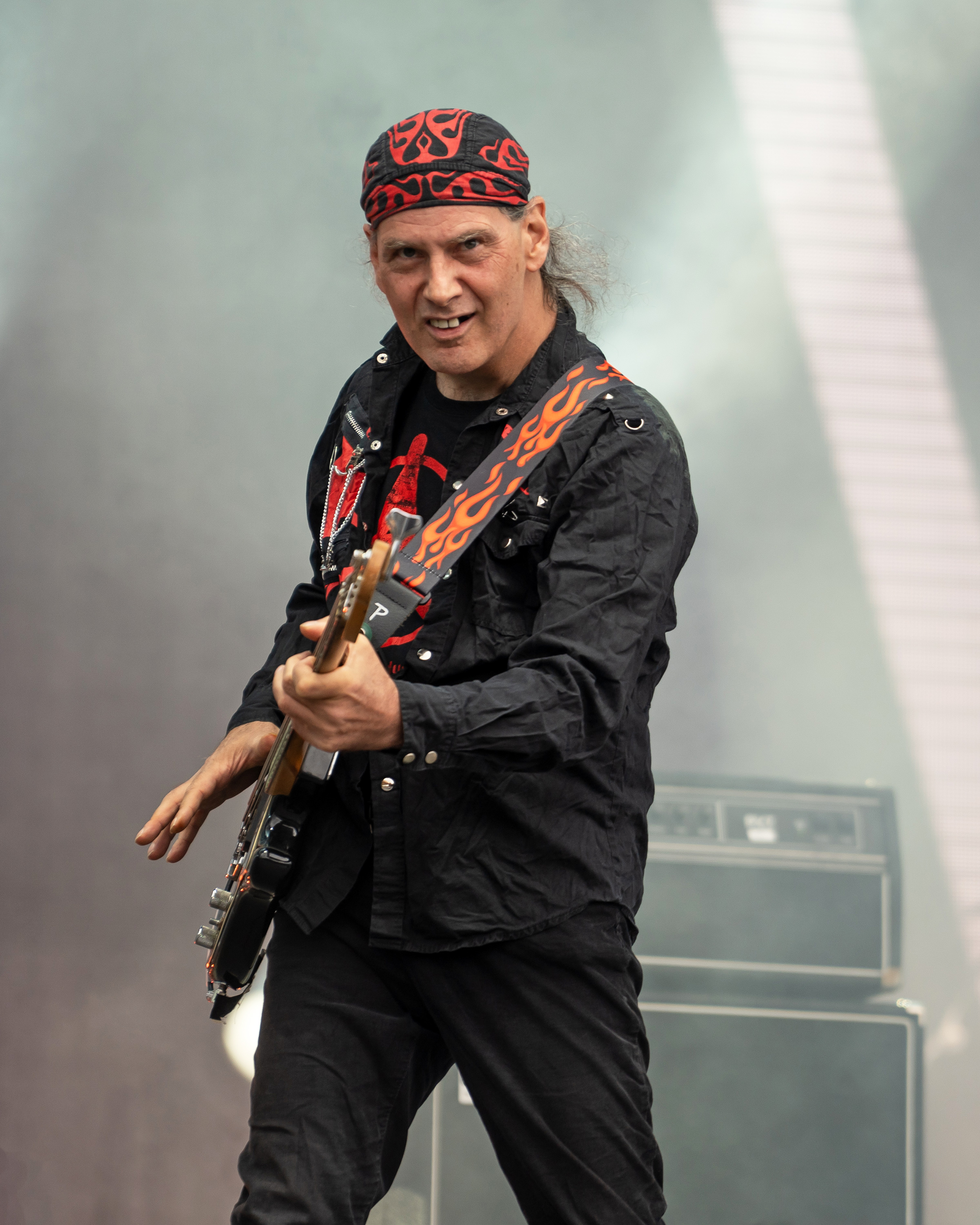
Chris Robertson
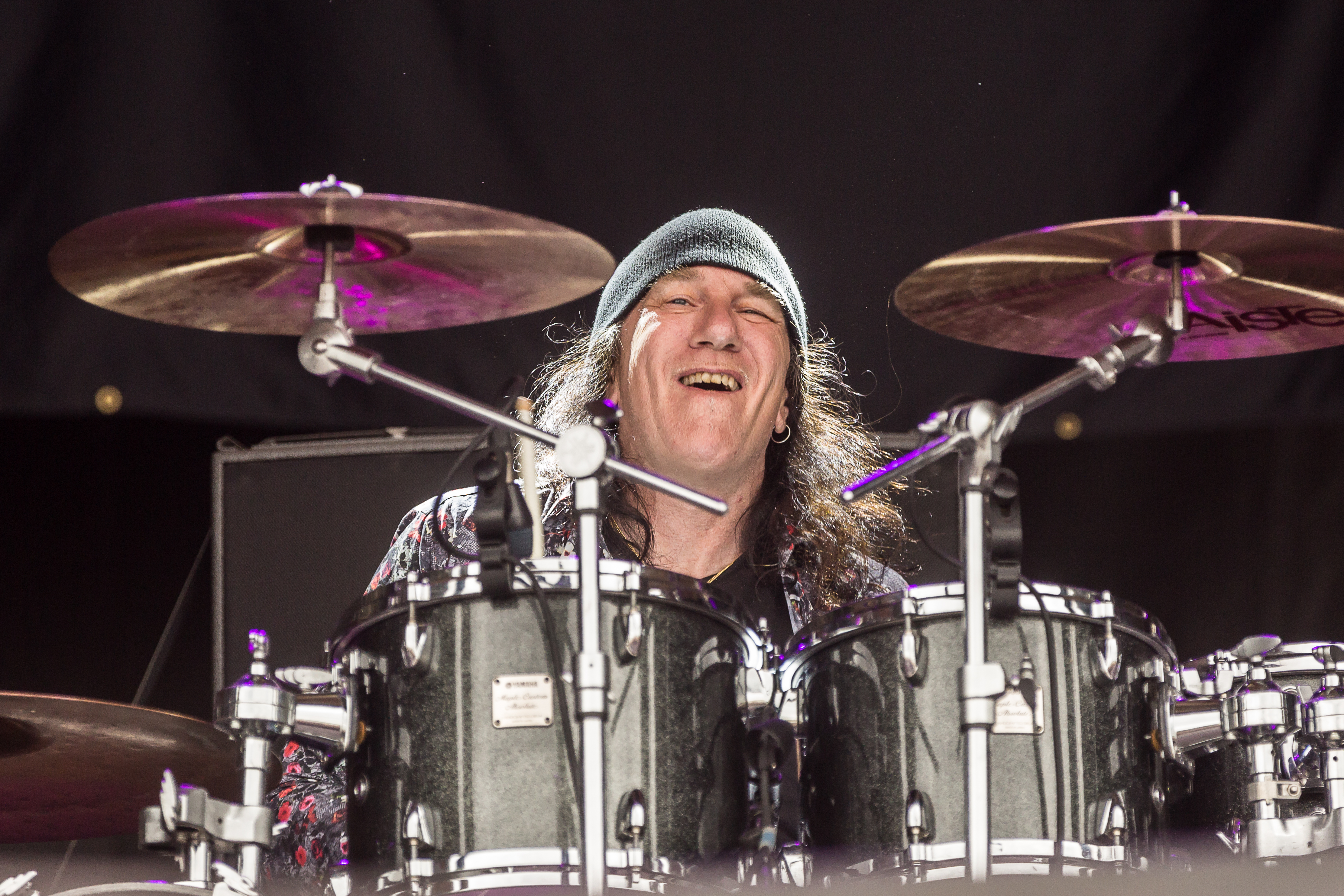
Robb Reiner

### Ancien membres
- Dave Allison – chant, guitare (1978–1989) (†)
- Ian « Dix » Dickson – basse (1978–1993)
- Sebastian Marino – guitare (ex-Overkill) (1989–1995)
- Mike Duncan – basse	 (1993–1996)
- Ivan Hurd – guitare (1995–2007)
- Glenn Five – basse (1996–2012)
- Sal Italiano – basse  (2012–2014)

## Discographie
- 1981 : Hard 'N' Heavy
- 1982 : Metal on Metal
- 1983 : Forged in Fire
- 1985 : Backwaxed
- 1987 : Strength of Steel
- 1988 : Pound for Pound
- 1989 : Past and Present - Live in Concert
- 1989 : Molten Masterpieces (compilation des deux premiers albums)
- 1991 : Worth the Weight
- 1996 : Plugged in Permanent
- 1997 : Absolutely no Alternative
- 1999 : Speed of Sound
- 1999 : Anthology of Anvil
- 2001: Plenty of Power
- 2002 : Still going Strong
- 2004 : Back to the Basics
- 2008 : This is Thirteen
- 2011 : Juggernaut of Justice
- 2011 : Monument of Metal: The Very Best of Anvil (best-of de tous leurs albums pour fêter leur 30 ans de carrière)
- 2013 : Hope in Hell
- 2016 : Anvil is Anvil
- 2018 : Pounding the Pavement
- 2020 : Legal at Last
- 2022 : Impact is Imminent

## Filmographie
- 2008 : Anvil! The Story of Anvil